# Schwandorf (stad)
Schwandorf is een plaats in de Duitse deelstaat Beieren. Het is de Kreisstadt van het Landkreis Schwandorf. De stad telt 29.020 inwoners.

## Geografie
Schwandorf heeft een oppervlakte van 123,74 km² en ligt in het zuiden van Duitsland.

## Geboren in Schwandorf
- Konrad Max Kunz (1812-1875), componist van de Bayernhymne
- Josef Zinnbauer (1970), voetbaltrainer

## Partnersteden
- Sokolov (Tsjechië)

Altendorf ·
Bodenwöhr ·
Bruck i.d.OPf. ·
Burglengenfeld ·
Dieterskirchen ·
Fensterbach ·
Gleiritsch ·
Guteneck ·
Maxhütte-Haidhof ·
Nabburg ·
Neukirchen-Balbini ·
Neunburg vorm Wald ·
Niedermurach ·
Nittenau ·
Oberviechtach ·
Pfreimd ·
Schmidgaden ·
Schönsee ·
Schwandorf ·
Schwarzach b.Nabburg ·
Schwarzenfeld ·
Schwarzhofen ·
Stadlern ·
Steinberg am See ·
Stulln ·
Teublitz ·
Teunz ·
Thanstein ·
Trausnitz ·
Wackersdorf ·
Weiding ·
Wernberg-Köblitz ·
Winklarn